# Australopericoma dissimilis
Australopericoma dissimilis är en tvåvingeart som beskrevs av Freddy Bravo 2007. Australopericoma dissimilis ingår i släktet Australopericoma och familjen fjärilsmyggor. Inga underarter finns listade i Catalogue of Life.